# Badische Zeitung

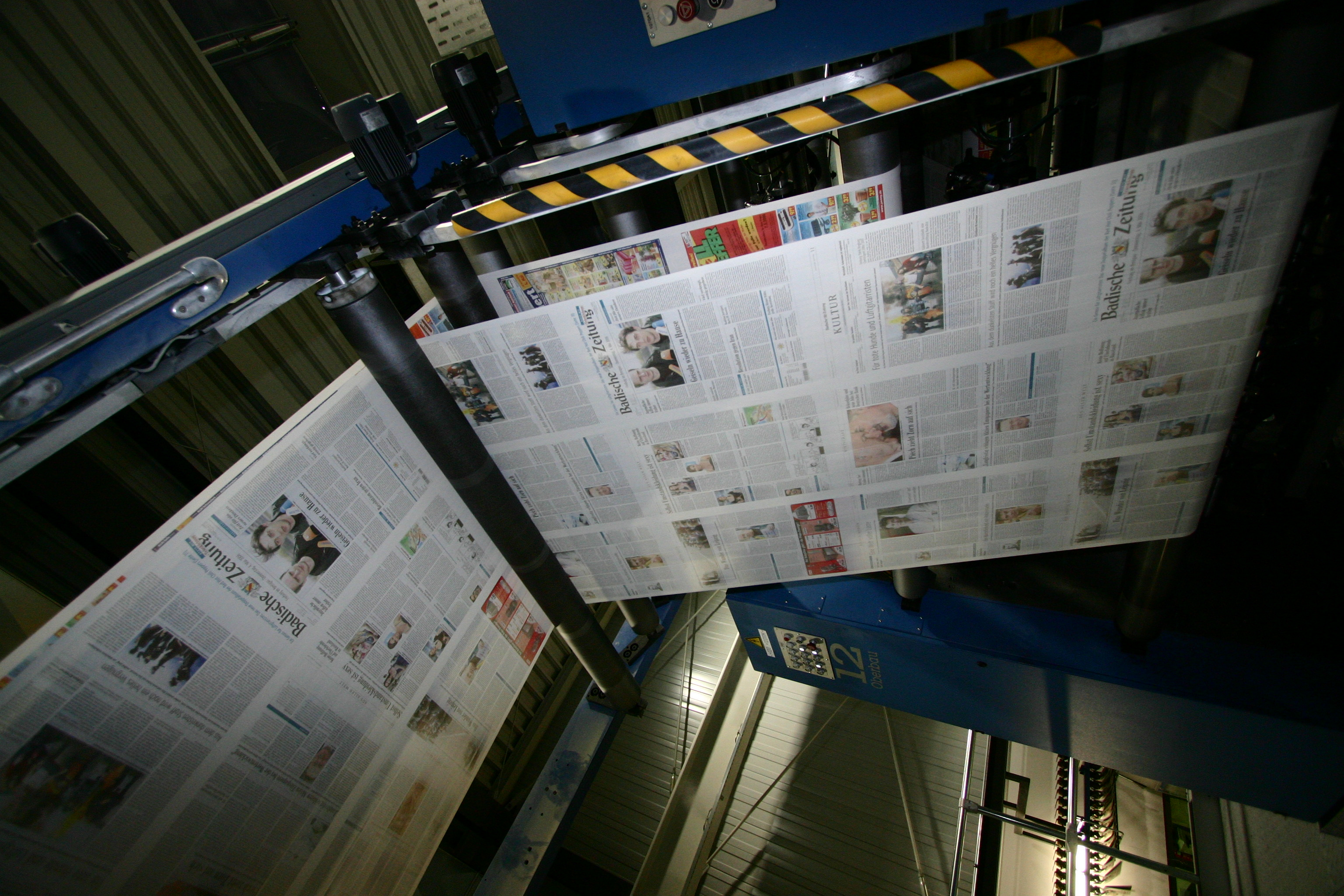
Badische Zeitung i tryckeriet.

Badische Zeitung (BZ) är en tysk regional dagstidning för sydvästra Baden-Württemberg, grundad 1946. Tidningen ägs av Badisches Pressehaus och huvudredaktionen har sitt säte i Freiburg im Breisgau. Tidningen betecknar sig som partipolitiskt "oberoende kristen".